# C.H.F. Müller
C.H.F. Müller var en tillverkare av lampglas och röntgenrör i Hamburg. Bolaget grundades av Carl Heinrich Florenz Müller 1864 som ett glasblåseri. 1882 tillverkades de första glödlamporna. 1896 tillverkades de första röntgenrören och ägaren blev känd som "Röntgenmüller". Röntgenrören förbättrades efterhand. 1901 utsåg Röntgen-Society i Storbritannien till de bästa röntgenrören. 1924 började rören marknadsföras med varumärket Valvo och bolaget började även tillverka radiorör i dotterbolaget Radioröhrenfabrik Hamburg (RRF).
1927 övertogs verksamheten av Philips och har sedermera blivit en av grundstenarna för Philips hälsoteknik som idag är koncernens huvudsakliga verksamhet.